# Judiska barns invandring till Sverige under förintelsen
Judiska barns invandring till Sverige under förintelsen skedde främst mellan 1938 till 1940. Räddningen av de judiska barnen från nazikontrollerat område skedde med stor hjälp av den brittiska räddningsoperationen, kallad Kindertransport. Trots den svenska restriktiva flyktingpolitiken tilläts ett undantag och en flyktingkvot för barn uppkom, "Barnkvoten", som lät 500 judiska barn mellan 3 och 15 års ålder få uppehållstillstånd i Sverige. Barnen kom från judiska familjer i Tyskland och Österrike och placerades efter mottagandet i fosterfamiljer, barnhem eller kollektivboende. Ofta var de ensamkommande barnen de enda ur sin familj som överlevde förintelsen.

## Bakgrund
Under 1930-1940-talet i Sverige fanns det inget statligt eller kommunalt flyktingmottagande, däremot fanns det frivilliga som var beredda att hjälpa de utsatta, speciellt barnen. Efter Kristallnatten i november 1938 försämrades situationen för judar i Nazityskland. I Sverige bildades det flera hjälpkommittéer och grupper inom den Judiska församlingen som hade målet att rädda de judiska barnen från Nazitysklands förtryck och våld. Under hösten 1938 lyckades den Judiska Församlingen med hjälp av flera andra hjälpkommittéer, bland andra Israelmissionen och arbetarrörelsens flyktinghjälp, att övertyga den svenska utrikesministern Rickard J Sandler och socialstyrelsen att tillåta ett undantag från den restriktiva flyktingpolitiken mot just judar som pågick under 1930-talet.

### Den restriktiva flyktingpolitiken i Sverige (1933–1939)
Den restriktiva flyktingpolitiken i Sverige hade ett samband med den antisemitiska utvecklingen i Nazityskland. Antisemitismen som utvecklades i Nazityskland medförde att judiska flyktingar fortsatte att komma till Sverige. Judarnas närvaro i Sverige väckte oro i landet för att sedan påverka utformningen av den nya utlänningslagen. Det fanns en flyktingfientlig opinion i Sverige som yrkade på en skärpning i den svenska lagstiftningen. Den svenska riksdagen varnade också för "främlingsinvasion" och krävde därför åtgärder, vilket särskilt påverkade de judiska flyktingarna. Resultatet av detta var att utlänningslagen från 1937 försämrade utsikterna för judar att komma in i Sverige. Judarna nekades politisk asyl i Sverige, detta förhållande kom att gälla under hela naziperioden.
På hösten 1938 vidtog socialstyrelsen åtgärder för att förhindra judisk invandring, då socialstyrelsens chef Sigfrid Hansson hemligstämplade instruktioner till gränspolisen. De skulle skicka tillbaka judar som försökte komma in i landet. I den allmänna utlänningsanmälan som sedan infördes registrerades flyktingarnas judiska bakgrund utifrån rasbiologiska principer.

### Rött J-pass

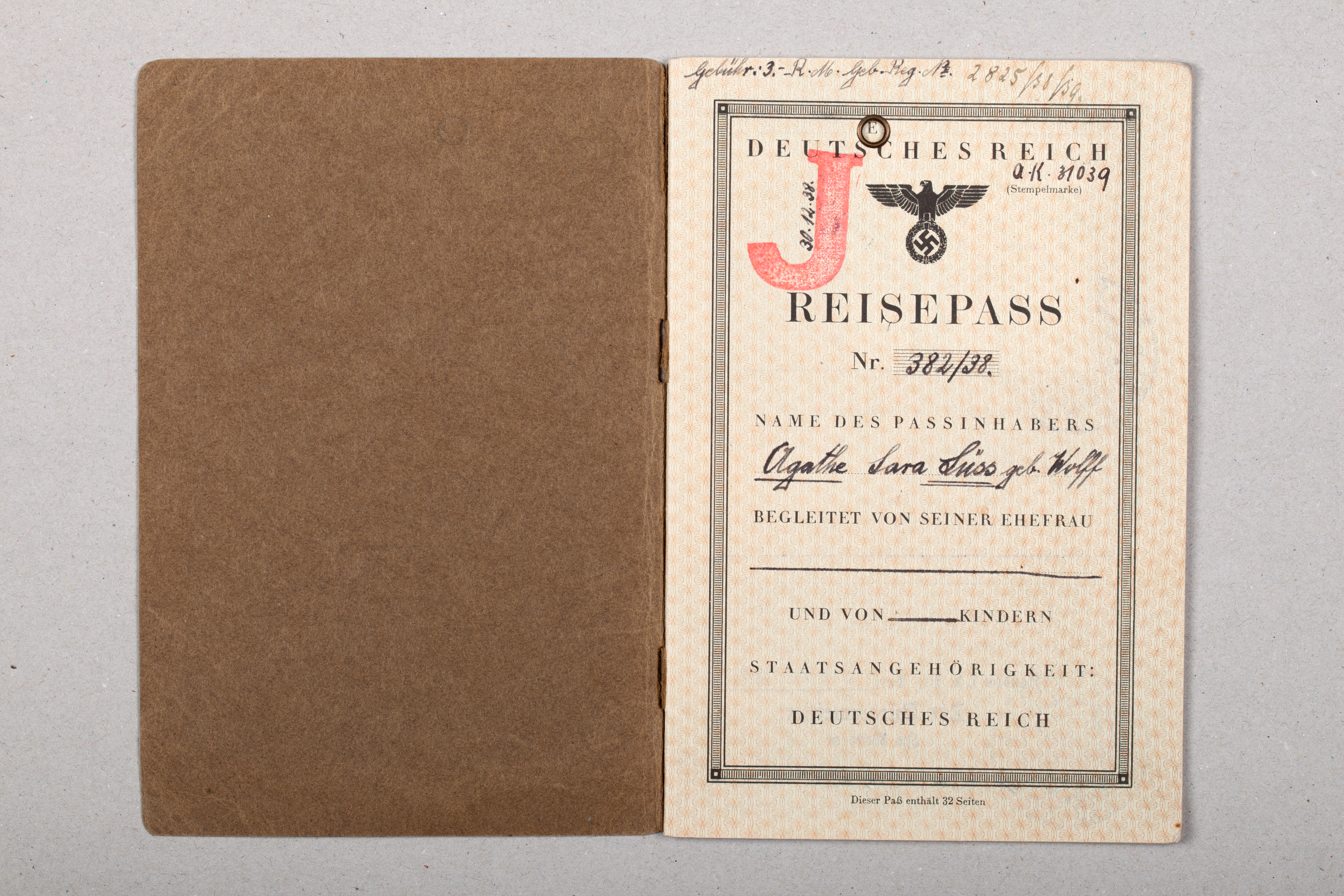
Ett pass med J-stämpel utfärdat den 13 december 1938. Idag visas det i det judiska museet i Basel i Schweiz.

Under slutet av 1930-talet när den judiska flyktingströmmen ökade runt Europa skärptes flyktingintagandet i de flesta europeiska länder. Det infördes striktare regler för att kunna stoppa de judiska flyktingarna redan vid landgränsen, då det kunde vara svårt för gränspolisen att veta vilka som var judar och inte. I oktober 1938 började Nazityskland att stämpla tyska judars pass med ett stort rött J på första sidan. Bakgrunden till detta var att Schweiz beslöt att införa visumtvång för alla tyska medborgare i syfta att förhindra att tyska judar skulle ta sig in i landet. Det röda J:et skulle innebära lättare igenkänning av judar vid gränskontrollen. Den 27 oktober 1938, några veckor efter Schweiz, införde även Sverige ett visumtvång för tyska medborgare som hade ett J i sitt pass. Sverige hade skrivit ett avtal med Tyskland där det beslutades att alla judiska pass skulle stämplas med ett J. I Sverige var man rädd för att ta emot för många judiska flyktingar och med hjälp av det röda J:et i judarnas pass hade svensk polis rätt att avvisa judiska flyktingar redan vid gränsen.

## Barnkvoten
I november 1938 uppkom en särskild flyktingkvot för barn, den så kallade Barnkvoten, som involverade ett begränsat antal judiska barn mellan 3 och 15 år. Den judiska barnkvotens platsantal bestämdes som regel av utrikesdepartementet medan socialstyrelsen fattade beslut om vilka som skulle ingå i respektive kvot. Barnkvoten uppgick till 500 platser och var begränsad till de barn som var fast i Kindertransport, där barn från Nazityskland blev räddade till ett omfattande antal europeiska länder, samt USA och det Brittiska Palestina-mandatet.
Den svenska flyktingpolitiken förändrades till flyktingbarnens fördel efter nazisternas angrepp på judar och judisk egendom under novemberpogromerna, då ett flertal svenska politiker blev känslomässigt berörda av händelsen. I detta läge kunde inte de svenska myndigheterna fortsätta med sin restriktiva flyktingpolitik. I Sveriges fall handlade det om att i första hand ta hand om barn och ungdomar, det var just därför som barnkvoten uppkom. Det beviljades också företräde för judiska ensamkommande barn.
Barnkvoten hade som villkor att barnen anlände till Sverige utan sina föräldrar. Grundtanken var att barnen skulle återförenas med sina föräldrar i något annat land så småningom. De svenska myndigheterna ville förhindra att de judiska flyktingbarnen skulle bli så kallade "bosättningsfall", att barnen skulle stanna i Sverige länge än tänkt. Den officiella förklaringen till myndigheternas restriktioner kring de judiska flyktingbarnen var den rådande arbetslösheten som präglade det svenska samhället. Men i grunden fanns det dock ett rasbiologiskt tänkande och en allmän främlingsmotvilja som påverkade flyktingpolitiken kring de judiska barnen till stor del.

## Räddningsaktionen
Räddningsaktionen var ett samarbete mellan hjälporganisationer i Nazityskland och den judiska församlingen i Sverige. De svenska myndigheterna lät 500 barn från Tyskland och Österrike få komma till Sverige med stor hjälp av den brittiska räddningsoperationen Kindertransport. Mellan 1938 och 1940 tros det ha räddats mellan 17 500 och 20 500 barn från Nazityskland. Ungefär 10 000 judiska flyktingbarn anlände till Storbritannien, runt 10 000 till det Brittiska Palestina-mandatet och 500 barn anlände till Sverige via barnkvoten. Ett okänt antal av barnen som blev räddade via Kindertransport till länder som exempelvis Holland, Belgien och Frankrike föll offer för förintelsen då dessa länder senare blev ockuperade av Tyskland.

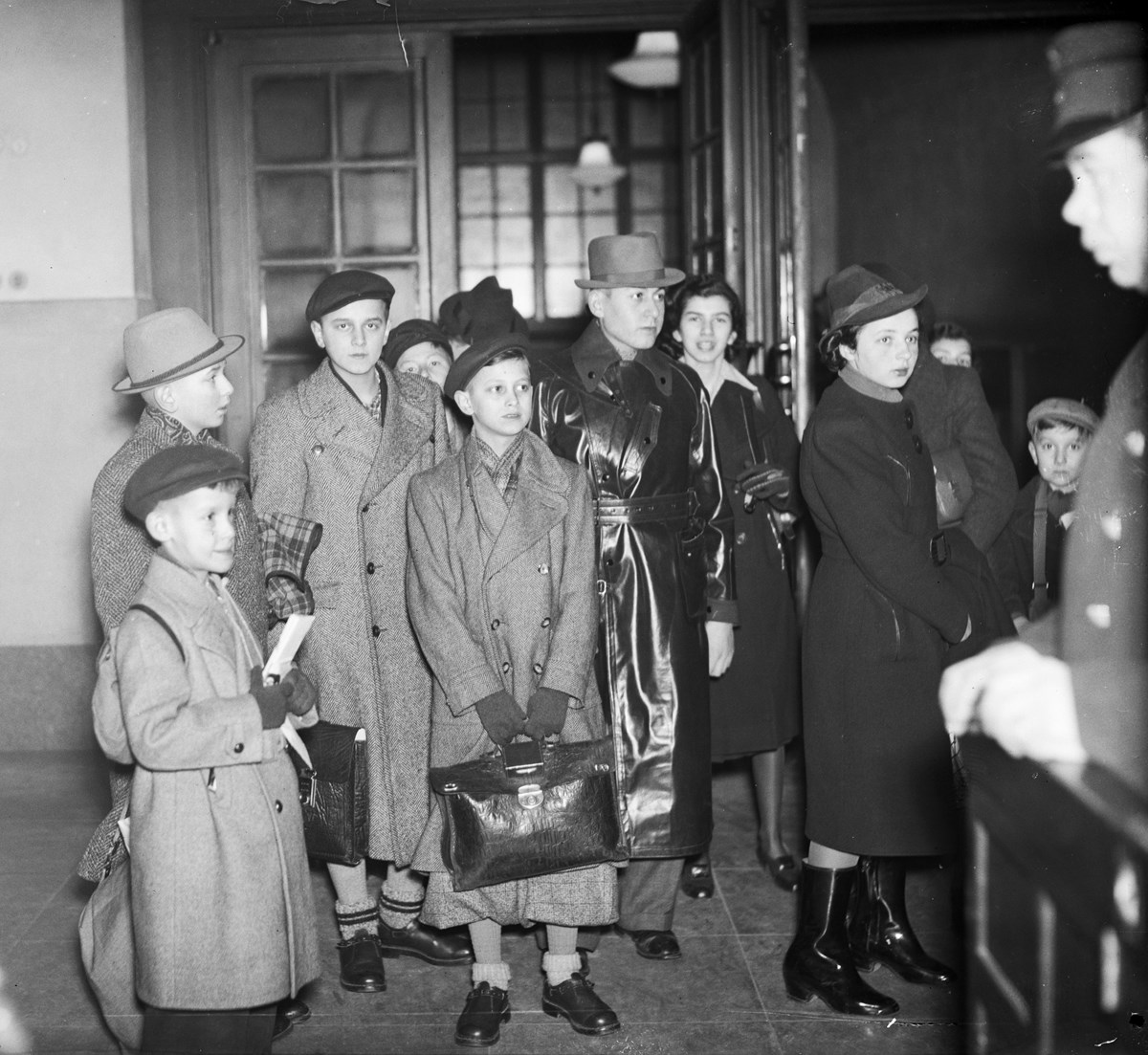
Judiska flyktingbarn som anländer till Stockholm 1939.

Barnen fick ta med sig en liten väska med sina ägodelar. Smycken, pengar och andra ägodelar var förbjudet att ta med. De flesta barnen reste helt ensamma eller med syskon. Vid tågstationer i städer som Berlin, Prag, Wien och Hamburg fanns det ledsagare som jobbade för en hjälporganisation. De hade i uppgift att hjälpa barnen vidare till Sverige med tåg. Tågen hämtade upp barn i ett flertal olika städer och ibland följde ledsagarna med till Sverige. Mellan november 1938 och december 1939 skedde det cirka 15 transporter av judiska barn till Sverige från nazikontrollerat område.
I februari 1939 hade 160 barn räddats från Nazitysklands regim och anlänt till Sverige. Samtliga barn kom inom ramen för barnkvoten. Under 1939 togs det emot judiska flyktingbarn i princip varje månad. I slutet av 1939 befann sig 300 judiska flyktingbarn i Sverige. Det anslöt också 40 barn från den tysk-judiska skolan Kristinehov i Skåne. Barnkvoten var uppskattad till 500 platser som snabbt fylldes. En del av barnen reste i grupp men de flesta anlände till Sverige ensamma.

## Mottagandet
I december 1938 ägde ett möte rum mellan Mosaiska församlingens hjälpkommitté och övriga judiska samfund. Frågan gällde flyktingbarnens behov av omsorg vid ankomst. Det bildades därefter en särskild barnhjälpskommitté som formellt fick namnet Stockholmsförsamlingens hjälpkommitté. Det nya utskottet fick namnet "Barnavdelningen". Denna underavdelning skulle få uppgift att planera och ordna mottagandet av barnen från Nazityskland. Underavdelningen fick till exempel i uppgift att "anskaffa goda hem" och att korrespondera med de tysk-judiska organisationerna som ordnade med transporterna i Tyskland. De hade också i uppgift att söka uppehållstillstånd för barnen hos socialstyrelsen samt att skaffa pass och nödvändiga tillstånd hos tyska legationen i Stockholm till barnen. Barnavdelningens styre bestod av församlingsföreståndaren Frank Hirsch, barnläkaren Isak Jundell, Gerda Marcus, Eva Warburg och Hedvig Waldenström.
Tågen som barnen transporterades i anlände efter en lång resa till Göteborg, Malmö eller Stockholm där det oftast var någon som väntade på dem. Vissa skickades vidare med buss eller tåg till nästa anhalt. När majoriteten av barnen väl anlände till Stockholm hade barnavdelningen ansvar att se till att de blev mottagna och säkert placerade i respektive hem. Eva Warburg var en av dem som anordnade resorna för barnen i Sverige. Warburg tog emot barnen själv när de anlänt med tåget i Stockholm från Berlin.

### Placering
Barnavdelningen upptäckte efter ett tag att det var svårt att hitta fosterfamiljer inom den judiska församlingen. Inte av religiösa eller etniska skäl utan främst av praktiska skäl. Trots stora ansträngningar anmälde endast 160 judiska familjer sitt intresse för att ta emot ett flyktingbarn. Bland dessa familjer var flera släktingar till flyktingbarnen från Nazityskland och hade ofta själva anlänt till Sverige några år tidigare. De flesta av dessa familjer bodde strax utanför Malmö och därför fick den judiska församlingen i Malmö ett större personligt engagemang för flyktingbarnen än de andra judiska församlingarna i Sverige. Den judiska församlingen var således dåligt rustad för att ta hand om de ensamkommande flyktingbarnen. När barnen anlände till Sverige kunde endast en tredjedel av dem erbjudas en plats i en judisk familj och det togs ingen hänsyn till att barnen skulle ha behov av att utöva judiska högtider eller traditioner.
De barn som inte fick plats i de judiska familjerna blev placerade i icke-judiska familjer, på skolinternat, barnhem och kollektivhem runt om i landet. I och med att flera barn blev placerades hos icke-judiska familjer fanns det mindre chans att utöva judiska högtider och traditioner. Chansen att få kontakt med andra judar, svenskfödda eller flyktingar som befann sig i samma situation minskade också.
Trots frikostighet från både judiskt och icke-judiskt håll saknade nästan 200 flyktingbarn fosterfamiljer. Det var svårast att hitta fosterfamiljer till pojkar i åldern 12-16 år. De flesta fosterfamiljer önskade flickor i olika åldrar eller mycket unga pojkar. Resultatet blev att det skapades grupphem, barnhem, skolhem och andra kollektiva boenden. Det upprättades under 1938 minst sju olika kollektivhem för de judiska flyktingarna. Alla fosterfamiljer hade olika skäl att ta emot judiska flyktingbarn, en del hoppades på att få hjälp med sysslorna i hemmet eller på gården vilket då bidrog till stora kulturkrockar för barnen.

## Barnhemmen
Ungefär ett femtiotal barn placerades på olika barnhem. Flera barnhem upprättades i syfte att ta emot judiska flyktingbarn och de låg främst i Uppsala, Stockholm och Göteborg. Vissa barnhem var bara till för flickor och andra bara för pojkar. I Göteborg kallades ett nyupprättat barnhem för "Flickhemmet" och där tog man även emot icke-judiska flyktingbarn från Tjeckoslovakien vars föräldrar var politiska motståndare till Adolf Hitler och nazistpartiet. Många barnhem ordnade så att barnen fick chans till undervisning eller att gå i allmän skola. Det var också vanligt att man ordade så att barnen kunde hålla kontakten med sina familjer i hemlandet via brevväxling. De judiska barnen hade också chans att fira judiska högtider och traditioner på de flesta barnhemmen.
Grundtanken med barnhemmen var att barnen skulle få återvända hem till sina familjer när läget i Tyskland hade lugnat ner sig. Men när andra världskriget bröt ut i september 1939 stod det klart att de judiska barnen inte kunde återvända hem innan kriget var över, de flesta barnen blev kvar i flera år i de svenska flyktingbarnhemmen.

## Stigbo barnhem
Stigbo Barnhem i Vallentuna startade sin verksamhet under våren 1938. Barnhemmet grundades av Signe Lamm, Tony Bonnier och Ingrid Sachs. Det startade för att ta emot en del av de 500 barn som fått uppehållstillstånd i Sverige på grund av förtrycket och våldet mot judar i Nazityskland. Stigbo barnhem tog emot judiska och "halvjudiska" barn från Tyskland och tyskockuperade områden.
Barnhemmet befann sig i en gammal flygelbyggnad med två våningar. Enligt planerna skulle det rymma runt 12 barn. Det fanns fyra olika sovrum för barnen: ett för tre pojkar, ett för två pojkar, ett för tre flickor och ett för två "större" flickor. I huset fanns också ett modernt och välutrustat kök och ett vilrum för de äldre barnen. Det fanns endast en byrå i varje rum vilket innebar att barnen endast fick en låda var. Hantverkare från trakten anlitades för att ordna den fasta inredningen, medan möblerna och den lösa inredningen till stor del skänktes av Nordiska Kompaniet och hemmets bidragsgivare.

### Styrelsen
Styrelsen bestod enbart av icke-judiska kvinnor som var gifta med män från sekulära judiska familjer. Familjerna hade i flera generationer varit en del av Stockholms Borgerskap där de tillhörde vad som kallades för "en schizofren borgerlig kultur" med vilket menas att sekulära och moderna livsmönster blandas med traditionella borgerliga värderingar om uppfostran, hem och utbildning. Denna kultur präglade därmed också Stigbo Barnhems verksamhet. Styrelsen för barnhemmet samlade in pengar från privatpersoner och företag runt om i Stockholm. Kvinnorna i styrelsen vände sig till familjer, vänner och bekanta och bad om att helt eller delvis under en längre period finansiera för ett barn på barnhemmet.
Stigbo Barnhem garanterade barnens försörjning i fem år efter att de anlänt och bidragsgivarna uppmanades då att förbinda sig för samma tidsperiod. Bidragsgivarna hade möjligheten att välja ett barn att bidra till och de fick erbjudande att se fotografier och få information om barnet, till exempel barnets familjeförhållanden. Flera välkända svensk-judiska familjer som Bonnier, Hirsch, Josephson, Lamm, Nathanson, Philipson och Sachs utgjorde den största delen av bidragsgivarna. Även icke-judiska vänner till styrelsen bidrog med donationer, däribland riksbankschefen Ivar Rooth.

### Mottagandet
När barnen väl togs emot på Stigbo Barnhem blev de först undersökta av läkare då flertal av barnen var undernärda och sjuka då de kom från städer där många råvaror var ransonerade för judar. Barnläkaren och professorn Adolf Lichtenstein tog ansvaret som barnhemmets officiella läkare och tandläkaren doktor Weinberg gav barnen gratis tandvård när de ankommit till Stigbo. Tony Bonnier och hemmets advokat tog hand om barnens pass och andra viktiga dokument. Barnen fick nya kläder och skor vid ankomsten.
På barnhemmet fick barnen näringsrik mat och chans att förbättra sin hälsa, maten var däremot inte kosher. Barnhemmet skulle från början hetat "Barnhemmet 39" men för att undvika att flyktingbarnen skulle känna sig som "anstaltsungar" blev adressen och namnet ändrat till Stigbo barnhem.

## Kollektivboende
I Sverige under krigsåren bildades flera kollektivboenden för barn och ungdomar som ville förbereda sig för ett liv i ett judiskt hemland. De flesta barnen i kollektivboenden var ofta lite äldre och politiskt medvetna, de tvivlade på en framtid för judar i Europa och många sökte sig till den sionistiska rörelsen. De ville vara med och bygga upp ett judiskt hemland där Sverige endast var ett uppehåll på vägen.
På lantbruksskolan i Västraby i Skåne bodde ett 30-tal judiska ungdomar och på kollektivet i Hälsingegård i Dalarna bodde det närmare 60 judiska ungdomar. På kollektivboenden fick man lära sig hebreiska och judisk historia. De lärde sig också praktiskt arbete inom hantverk och jordbruk. Ungefär hälften av barnen som bodde i kollektivhem emigrerade till Israel efter kriget, resterande blev kvar i Sverige.

## Livet för flyktingbarnen efter kriget
När kriget hade tagit slut i maj 1945 hade de flesta flyktingbarnen från barnhemmen, kollektivboenden eller fosterfamiljer växt upp och blivit vuxna. De hade varit i Sverige i över 6 år och många hade rotat sig i landet och påbörjat ett nytt liv. En del hade skaffat utbildning och arbete i Sverige och andra hade hunnit gifta sig och skaffat barn, det var inte ovanligt att flyktingbarnen gifte sig med varandra.
Det var först på 1950-talet som livet började att normaliseras för de före detta flyktingbarnen, de var inte längre statslösa flyktingar. Känslan av främlingskap och hemlöshet skulle dock följa dem under en lång tid. De blev efter kriget accepterade medborgare i ett land igen och fick en ny nationell tillhörighet. En del valde att utvandra till Israel / Palestina eller emigrera till USA. De flesta hade inget hem eller familj att återvända till i sitt hemland, deras föräldrar och anhöriga hade antingen deporterats eller mördats i koncentrationsläger. Skulden att inte ha chans att hjälpa sina anhöriga blev en följeslagare genom livet.

### Barnens psykiska mående
För att få komma med en barntransport till Sverige krävdes det ett friskintyg, sjuka barn accepterades därmed inte. Bakgrunden till detta var att den judiska församlingen saknade ekonomiska och sociala möjligheter att ta hand om barn med handikapp. Någon hjälp från den svenska staten var inte heller att räkna med. Friskintyget var inte heller någon garanti för att barnen inte skulle råka ut för sjukdom eller psykiska problem i Sverige.
Den mottagande parten av flyktingbarnen under andra världskriget förstod inte hur förföljelse, separation från närstående och flyktingskap kunde påverka ett barns mentala tillstånd. Man saknade kunskaper om sambandet mellan traumatiska erfarenheter och ett stört beteende. När flyktingbarnen väl uppvisade ett onormalt eller stört beteende trodde man att tillrättavisningar skulle lösa problemen. Det framgick tydligt att många av barnen mådde psykiskt dåligt under flyktingtiden. Detta kunde visa sig genom matstörningar, nedstämdhet och oroligt beteende. Det mottagande samhället förstod inte alltid att dessa beteenden yttrades på grund av barnens sociala situation, deras extrema sårbarhet och utsatthet. Men med 2000-talets kunskaper om barns psykologi är det möjligt att se detta samband.
Flyktingbarnen kände ett stort ansvar för föräldrarnas öde. Många barn skrev brev till barnhjälpens representanter angående sina anhöriga som hade blivit kvar i Nazityskland. De första åren fanns det chans för anhöriga att skaffa tillstånd för att komma in i Sverige och att återförenas med barnen. Men efter krigsutbrottet minskade de anhörigas möjligheter att få svenskt inresevisum. Många av flyktingbarnen försökte ge ekonomisk hjälp till sina anhöriga, dock hjälpte det sällan de anhöriga undan deportation till förintelseläger.